# Wald-Rüti-Bahn
Die Wald-Rüti-Bahn (WR) ist eine ehemalige Bahngesellschaft der Schweiz. Der Gesellschaft gehörte von 1876 bis 1917 die etwas über sechs Kilometer lange, einspurige Bahnstrecke von Wald ZH nach Rüti ZH im Zürcher Oberland.

## Geschichte
Die Gesellschaft wurde gegründet, um den Industrieort Wald an das Bahnnetz der Vereinigten Schweizerbahnen (VSB) bei Rüti anzuschliessen, welche schon seit dem Jahre 1858 dort einen Bahnhof betrieb, der an die Metropole Zürich angeschlossen war. Zur gleichen Zeit bestanden daneben auch schon Bemühungen zum Bau einer Linie von Wald durch das Tösstal nach Winterthur, der Tösstalbahn.
Am 29. September 1876 konnte die Strecke Wald–Rüti eröffnet werden, gut zwei Wochen vor der Eröffnung der Anschlussstrecke der Tösstalbahn von Wald nach Bauma. Die Gesellschaft war nun eingebettet zwischen zwei grossen Bahngesellschaften und an diese angeschlossen. Da die WR aber für eine eigene Zugförderung zu klein war, übernahmen von Anfang an die Vereinigten Schweizerbahnen diese und setzten VSB-Fahrzeuge ein. Ab dem Jahre 1902, nach der Verstaatlichung der VSB, übernahm die Tösstalbahn mit ihren Tösstalbahn-Lokomotiven den Betrieb auf der Wald-Rüti-Bahn.
Auf eine Initiative des Regierungsrates des Kantons Zürich aus dem Jahr 1912 beschloss das Parlament am 10. Juni 1918 das Bundesgesetz betreffend den freihändigen Ankauf der Tösstalbahn und der Wald-Rüti-Bahn durch den Bund. So gelangte die WR rückwirkend auf den 1. Januar 1918 in den Besitz des Bundes bzw. der Schweizerischen Bundesbahnen.
Am 30. April 1944 wurde die Strecke elektrifiziert.

## Betrieb
Auf dem Abschnitt der Wald-Rüti-Bahn verkehrt heute eine S-Bahn-Linie der S-Bahn Zürich:
- S 26 Winterthur – Bauma – Rüti ZH

## Bahnhöfe, Haltestellen und Bauwerke
| Fahrplanfeld: | 754  |                                  |                                  |
| Streckenlänge: | 6 km |                                  |                                  |
| |      |                                  |                                  |
| \| \| \| Tösstalbahn von Winterthur–Bauma \| \| \| \| 39,6 \| Wald \| 617 m ü. M. \| \| \| \| Jonabrücke 65 m \| \| \| \| 44,5 \| Tann-Dürnten \| 516 m ü. M. \| \| \| \| Abzweig Linie von Zürich–Uster \| \| \| \| \| Jonaviadukt ? m \| \| \| \| 46,1 \| Rüti ZH \| 482 m ü. M. \| \| \| \| Linie nach Rapperswil-Jona \| \| |      |                                  |                                  |
| Strecke |      | Tösstalbahn von Winterthur–Bauma | Tösstalbahn von Winterthur–Bauma |
| Bahnhof | 39,6 | Wald                             | 617 m ü. M.                      |
| Brücke |      | Jonabrücke 65 m                  | Jonabrücke 65 m                  |
| Haltepunkt / Haltestelle | 44,5 | Tann-Dürnten                     | 516 m ü. M.                      |
| Abzweig geradeaus und von rechts |      | Abzweig Linie von Zürich–Uster   | Abzweig Linie von Zürich–Uster   |
| Brücke |      | Jonaviadukt ? m                  | Jonaviadukt ? m                  |
| Bahnhof | 46,1 | Rüti ZH                          | 482 m ü. M.                      |
| Strecke |      | Linie nach Rapperswil-Jona       | Linie nach Rapperswil-Jona       |